# نركت (باركشير)
نركت (بالإنجليزية: Norcot)‏ هي قرية تقع في المملكة المتحدة في جنوب شرق إنجلترا.